# Ai Mori
Ai Mori (japanisch 森 秋彩, Mori Ai; * 17. September 2003 in der Präfektur Ibaraki, Japan) ist eine japanische Sportkletterin. 2019 belegte sie mit 15 Jahren den dritten Platz bei der Weltmeisterschaft in Tokio in der Disziplin Lead. 2023 wurde sie Weltmeisterin in dieser Disziplin.

## Karriere
Ai Mori gab ihr Kletterdebüt auf internationaler Ebene 2017 bei den Asien-Jugendmeisterschaften in Singapur, bei welchen sie den ersten Platz in Lead belegte wie auch den dritten Platz im Bouldern. Im selben Jahr gewann sie erneut die Goldmedaille im Lead bei der Jugendweltmeisterschaft in Innsbruck sowie die Silbermedaille in der für die Olympischen Spiele 2020 kreierten Disziplin Kombination. Im darauffolgenden Jahr gelang der zweite Platz bei den japanischen Bouldermeisterschaften sowie bei den Asien-Jugendmeisterschaften in der Disziplin Lead.
2019 startete sie das erste Mal beim Kletterweltcup, wobei ihr ein dritter Platz im Bouldern in Wujiang, China, sowie im Lead in Villars, Schweiz, gelang. Im selben Jahr startete sie bei der Kletterweltmeisterschaft 2019 in Tokio und belegte den dritten Platz im Lead. Ihr gelang neben Weltmeisterin Janja Garnbret als einzige das Erreichen eines Top in einer Route im zweiten Qualifikationsdurchlauf. In der Kombination gelang ihr zwar nur der sechste Platz, sie erreichte allerdings als einzige Athletin das Top in der Qualifikation im Schwierigkeitsklettern und als eine von zwei Athletinnen den finalen Griff im Finale.
Am 3. September 2022 gewann sie ihren ersten Weltcup, in der Disziplin Lead in Koper in Slowenien. Bereits beim folgenden Lead-Wettkampf, am 11. September 2022 in Edinburgh, holte sie erneut Gold.
Im August 2023 wurde sie in Bern Weltmeisterin im Lead, außerdem gelang es ihr sich mit einem dritten Platz in der Kombination einen Platz für die Olympischen Spiele 2024 in Paris zu sichern. Dort erreichte sie den vierten Platz. Im Lead erreichte sie mit 96,1 von 100 möglichen Punkten das beste Ergebnis des Finales, im Bouldern mit 39,0 hingegen das zweitschlechteste.